# エマ・ボルジャー
エマ・ボルジャー（Emma Bolger,1996年1月5日 - ）はアイルランド・ダブリン出身の女優。

## 略歴
7歳のとき、ジム・シェリダンの自伝的映画『イン・アメリカ/三つの小さな願いごと』(2002)に出演し、サテライト賞助演女優賞、放送映画批評家協会賞にノミネートされるなど脚光を浴びる。
ジム・シェリダンに「まるで天使のようだ」と評されたルックスと、無垢で自然体な演技、日本においては『ハイジ』(2005)の主演などにより幅広い層からの支持を集めつつある。
女優のサラ・ボルジャーは実姉。

## 出演作品
- イン・アメリカ/三つの小さな願いごと In America (2002)
- ダブリン上等! Intermission(2003)
- Proof (2004)
- ハイジ Heidi (2005)
- The Snow Prince (2008)